# Тырка (озеро)
Тырка — озеро в Качугском районе Иркутской области. Расположено на высоте 651 м над уровнем моря.

## Географическое положение
Озеро расположено примерно в 100 километрах по прямой от районного центра — посёлка Качуг. Юго-восточнее озера, примерно в 700 метрах от её берега расположена одноименная деревня.

## Топонимика
По мнению Геннадия Бутакова, топоним имеет самодийское происхождение и имеет значение озеро.
Схожий по звучанию топоним Турука (Усть-Кутский район) объясняется эвенкийским турукэ — соль.

## Географические характеристики
Водоём имеет овальную форму. Площадь озера составляет 6 км², площадь водосбора — 93 км², длина — порядка 5 км, ширина — порядка 3 км. Озеро очень мелкое: максимальная глубина достигает 2 метров, средняя составляет примерно 0,5 метра. На дне имеется слой ила, из которого выделяется сероводород. Зимой озеро промерзает почти насквозь.

### Притоки и вытекающие реки
В озеро Тырка на северо-западе впадает река Куруй, на юго-западе — пересыхающий летом ручей Чугуй, на юге — ручей Мойтадяк. Озеро сточное, сток осуществляется через реку Унчугун (приток реки Шона).

## Данные водного реестра
По данным государственного водного реестра России озеро относится к Ленскому бассейновому округу, водохозяйственный участок — Киренга. Речной бассейн — Лена.
Код объекта в государственном водном реестре — 18030000311117100000058.

## Флора и фауна
Дно озера практически полностью покрыто водной растительностью. Из рыб в озере обитает карась. В связи с сильным промерзанием зимой на водоёме часто случаются заморы.